# Róbert Polievka
Róbert Polievka (* 9. Juni 1996 in Krupina) ist ein slowakischer Fußballspieler.

## Karriere

### Verein
In der Jugend spielte er bereits beim FK Dukla Banská Bystrica und ging hier zur Saison 2014/15 von der U19 fest in den Kader von deren erster Mannschaft über. Hier kam er dann direkt am 1. Spieltag kurz vor Ende des 2:1-Siegs über MFK Košice zu seinem Debüt per Einwechselung für Nicolas Šumský. Nachdem er im weiteren Saisonverlauf zum Stammspieler avancierte, ging es für ihn im Sommer 2015 dann zu DAC Dunajská Streda, wo er auch wieder eine Schlüsselposition für die Mannschaft besetzte. Ab spätestens Oktober 2016 kam er dann jedoch fast gar nicht mehr zum Einsatz und wurde so im Januar 2017 erst einmal an den FK Zeleziarne Podbrezova verliehen, wo er den Rest der Saison verbrachte. Bei seinem Stammklub blieb er dann anschließend auch nicht mehr und wechselte so zur Saison 2017/18 zu MŠK Žilina. Seit September 2018 steht er mittlerweile wieder bei seinem ehemaligen Jugendklub aus Banská Bystrica unter Vertrag. Mit dem Klub kehrte er wieder in die erste Liga zurück und trägt seit der Spielzeit 2020/21 nun die Kapitänsbinde. Mit insgesamt 158 Einsätzen für den Klub hält er derzeit (April 2024), den Titel als Rekordspieler, wie auch mit weitem Abstand den des Rekordtorschützen für den Klub inne.

### Nationalmannschaft
Nach einem Einsatz mit der slowakische U17 kam er ab dem nächsten Jahr auch bei ein paar Partien der U19 zum Einsatz. Anschließend folgte noch ein Einsatz mit der U20 sowie weiterer mit der U21.
Sein Debüt im Trikot der slowakischen A-Nationalmannschaft, hatte er am 23. März 2023 bei einem 0:0 gegen Luxemburg in der Qualifikation für die Europameisterschaft 2024, wo er in der Startelf stand und dann zur 73. Minute für Róbert Boženík ausgewechselt wurde. Während der Qualifikation kam er dann noch in weiteren acht von neun möglichen Partien zum Einsatz.